# Matthew Bunker Ridgway
Matthew Bunker Ridgway, ameriški general, * 3. marec 1895, Fort Monroe, Virginija, ZDA, † 26. julij 1993, Washington, D.C.

## Odlikovanja
- Distinguished Service Medal
- Distinguished Service Cross (2x)
- legija za zasluge
- predsedniška medalja svobode